# Cratoplastis rectiradia
Cratoplastis rectiradia là một loài bướm đêm thuộc phân họ Arctiinae, họ Erebidae.